# Trachys scrobiculata
Trachys scrobiculata är en skalbaggsart som beskrevs av Ernst Hellmuth von Kiesenwetter 1857. Trachys scrobiculata ingår i släktet Trachys, och familjen praktbaggar. Arten är reproducerande i Sverige.